# إمبريسا
إيسو إمبريسا (الاسم الكامل بالبرتغالية : IMPRESA Sociedade Gestora de Participações Sociais، SA) (Euronext: IPR) هي تكتل شركات إعلامية برتغالية ، يقع مقرها الرئيسي في باكو دو أركوس ، في بلدية أويراس . وهي مالكة قناة إس آي سي التلفزيونية وصحيفة إكسبريسو ، من بين وسائل الإعلام الرائدة الأخرى ، مثل العديد من منشورات المجلات. تم إطلاق قسم ثالث للأعمال التجارية عبر الإنترنت تحت اسم إمبريسا ديجيتال
الشركة أسسها الرجل السياسي البرتغالي فرانسيسكو بينتو بالسيماو ،  مدرجة في بورصة يورونكست لشبونة.